# Madeleine Caudel
Madeleine Caudel, née le 20 mai 1879 dans le 17e arrondissement de Paris et morte le 27 janvier 1962 dans le 16e arrondissement de Paris, est une peintre française. 

## Biographie
Madeleine Caudel nait le 20 mai 1879 de Marie Alexandre Caudel, employé de banque, et de Léonie Jeanine Letellier.
Élève de Marthe Bougleux, Mathilde Delattre, Émile Cagniart et de l'anatomiste Édouard Cuyer, elle expose de 1906 à 1946.
C'est une aquarelliste et une peintre de natures mortes, de paysages et de marines ; ses œuvres post-impressionnistes sont parfois rapprochées de celles d'Alphonse Maureau, Victorine Louise Meurent et Lucien Pissarro.
Elle expose dès 1906 au Salon des artistes français dont elle devient sociétaire en 1907 ; dès 1913 au Salon de l'Union des femmes peintres et sculpteurs,, dès 1926 au Salon des Indépendants, et avant 1930, en 1930 et 1932 au salon de la Société des Amis des Arts de Seine-et-Oise au château de Versailles,. Des œuvres sont acquises par la ville de Paris dès 1914. Elle reçoit une médaille de vermeil de la Société des Amis des Arts de Seine-et-Oise avant 1930.
Elle réside 75 rue Nollet à Paris (17e).
Entre 1920 et 1934, elle accroche ses œuvres dans différentes galeries parisiennes : Galerie du Luxembourg, Galerie Alexandre Lefranc (trois expositions particulières, 1927, 1929 (paysages) et 1931, la troisième avec Julia Theophylactos), Galerie Ecalle, et au Mon Club (avec Vera Rockline et de nombreuses autres artistes étrangères).
Elle meurt célibataire en 1962 à son domicile 11 rue Chardon Lagache (16e) et est inhumée au cimetière de Thiais.

## Quelques œuvres
- Coin de cellier, aquarelle, 1906[5]
- Roses de Nice, aquarelle, 1911[21]
- Dans la Véranda, aquarelle, 1912[21], achat par la mairie de Paris en 1913[22]
- Chrysanthèmes, aquarelle, 1913[7]
- En Bretagne, 1914[21]
- L'arbre de Noël, aquarelle, 1914[2]
- Un coin des vieilles terrasses à Nice, peinture, 1914[2]
- Fontarabie vue d'Hendaye, peinture, 1914[2]
- Vieille maison à Concarneau, aquarelle, 1920[23]
- Paysage de Corrèze, 1926[9]
- Beaulieu-sur-Dordogne, 1926[9]
- Rue de l'Isle à Annecy, 1929[15]
- Ruines du château d'Ollioules (Var), peinture, 1930[13]
- Bassin au Petit Trianon (Versailles), peinture, 1930[13]
- Rochers au Cap Brun, peinture, 1932[11]
- Port de commerce à Toulon, peinture, 1932[11]
- Coin de cellier, aquarelle, 1946[5]